# Goetheplatz
Goetheplatz – stacja metra w Monachium, na linii U3 i U6. Stacja została otwarta 19 października 1971. 
Oryginalnie stacja została wybudowana w latach 1938–1941 jako stacja przyszłej linii S-Bahn północ-południe. Stacja znajduje się w dzielnicy Ludwigvorstadt-Isarvorstadt.